# Gobiodon albofasciatus
Gobiodon albofasciatus is een straalvinnige vissensoort uit de familie van grondels (Gobiidae). De wetenschappelijke naam van de soort is voor het eerst geldig gepubliceerd in 1972 door Sawada & Arai.